# Entre Tres
Entre Tres (estilizado entre tres y e3) fue un programa televisual de análisis político y socioeconómico del acontecer mexicano e internacional, conducido por el escritor y comentarista Federico Reyes Heroles, el analista y catedrático Carlos Elizondo Mayer-Serra y el columnista y escritor Jesús Silva-Herzog Márquez.
Fue producido por la historiadora Alejandra Lajous y transmitido por el Canal 13 de la empresa televisora TV Azteca, con una frecuencia semanal, los martes, de 00:30 a 01:30 a. m.
En ocasiones contaron con la presencia de analistas invitados como Sergio Sarmiento y Andrés Roemer, opinadores como la politóloga Blanca Heredia Rubio, el jurista Diego Valadés Ríos y la lexicógrafa Pilar Montes de Oca, así como también entrevistaban a personajes del ámbito político mexicano; esto último, en forma esporádica.
El programa formó parte de la Barra de Opinión de la televisora mencionada; comenzó a ser transmitido en 2004, y cesó en 2012.